# Pheidole tisiphone
Pheidole tisiphone är en myrart som beskrevs av Wheeler 1911. Pheidole tisiphone ingår i släktet Pheidole och familjen myror. Inga underarter finns listade i Catalogue of Life.